# بیکتور سوخو
بیکتور سوخو (اسپانیایی: Víctor Sojo‎؛ زادهٔ ۲۴ نوامبر ۱۹۸۳) بازیکن هاکی روی چمن اهل اسپانیا است که در مسابقات کشوری و بین‌المللی در مجموع برندهٔ ۲ مدال طلا، ۲ مدال نقره، ۲ مدال برنز شده‌است.